# Holly Lam-Moores
Holly Lam-Moores (født 12. september 1990) er en engelsk håndboldspiller, der senest spillede for Viborg HK. Hun var i klubben fra 2012-2013. Hun har tidligere optrådt for Haslinden Handball Club (England), Grenaa, SK Aarhus, Asker Skiklub (Norge), AGF Aarhus og SønderjyskE.

## Karriere
Hun startede med at spille håndbold som 11-årig.
I 2010 blev hun udnævnt til Storbritanniens Årets spiller.
I 2012 deltog hun i Olympiaden på hjemmebane; den første gang Storbritannien deltog.